# 比尔·卡罗尔
比尔·卡罗尔（英語：Bill Carroll，？—），新西兰男子赛艇运动员。他曾代表新西兰参加1950年大英帝国运动会赛艇比赛，获得男子四人单桨有舵手金牌。